# 小行星65894
小行星65894（65894 Echizenmisaki）是一颗绕太阳运转的小行星，为主小行星带小行星。该小行星于1998年1月发现。
該小行星以日本福井縣的越前岬命名。

## 轨道参数
小行星65894的轨道半长轴为337 841 022 km（2.2582956 UA），离心率为0.124。